# Кай (пение)
Кай  — горловое пение, распространённое среди коренных жителей Алтая (в частности, народа теленгитов).
Существуют различные разновидности техник пения — начиная от вибрирующего и рычащего и заканчивая свистом на высокой ноте, без использования голосовых связок.
Внесено в реестр объектов нематериального наследия Республики Алтай.
Есть одна более или менее известная группа исполнителей кая — «Алтай Кай».